# Półbeczka
Półbeczka war ein polnisches Volumen- und Flüssigkeitsmaß und das Halbfass. Es gehörte zu den älteren Warschauer Maßen und galt auch im Freistaat Krakau. 
- 1 Półbeczka = ½ Beczka = 6840 Pariser Kubikzoll = 135,68 Liter

Die Maßkette war vom alten Fass ab:
- 1 Beczka/Fass = 2 Półbeczka/Halbfass = 15 Konew/Kannen = 72 Garniec/Garnitzen = 288 Kwarta = 1152 Kwaterka = 13680 Pariser Kubikzoll = 271,96 Liter

Bemerk.: auch 75 Garniec waren möglich, dann andere Folgewerte
Zum Vergleich: Das neue Fass Beczka rechnete man mit 25 Garniec und einem Volumen von 5041,24378 Pariser Kubikzoll  oder 1 Hektoliter.